# Best Of (Destruction)
Best Of è una compilation della band thrash metal tedesca Destruction, pubblicato nel 1992.

## Tracce

### Disco 1
1. Intro 01:15
2. Total Desaster 04:11
3. Mad Butcher 03:29
4. Devil's Soldiers 03:24
5. Invincible Force 04:18
6. Death Trap 05:47
7. The Ritual 05:09
8. Tormentor 05:04
9. Black Death 07:41
10. Beyond Eternity 01:12
11. Release from Agony 04:41
12. Sign of Fear 06:45
13. Incriminated 05:22
14. Our Oppression 04:48
15. Survive to Die 05:31

### Disco 2
1. Confound Games 04:27
2. United by Hatred 04:59
3. Upcoming Devastation 04:04
4. Confused Mind 06:04
5. Curse the Gods 05:46
6. Unconscious Ruins 04:41
7. Thrash Attack 03:02
8. Reject Emotions 06:24
9. Mad Butcher 04:32
10. Pink Panther / Life Without Sense 07:08
11. In the Mood / Release from Agony 05:46
12. Bestial Invasion 05:27